# Michałów Górny
Michałów Górny – wieś sołecka w Polsce położona w województwie mazowieckim, w powiecie grójeckim, w gminie Warka, nad rzeką Pilicą. We wsi pałac z drugiej połowy XIX wieku, w którym obecnie znajduje się szkoła. W parku przypałacowym dawna kaplica. Ruiny zabudowań folwarcznych i stara kapliczka koło sklepu. Po przeciwnej stronie rzeki rozległe łąki i wiele zabytkowych szop na siano krytych strzechą (tzw. Budy Michałowskie). Most na Pilicy.
W latach 1954–1959 wieś należała i była siedzibą władz gromady Michałów Górny, po jej zniesieniu w gromadzie Wrociszew. W latach 1975–1998 miejscowość administracyjnie należała do województwa radomskiego.
Przez miejscowość przebiega droga wojewódzka nr 731.